# Un muro de silencio
Un muro de silencio es una película coproducción de Argentina, Reino Unido y México filmada en colores dirigida por Lita Stantic sobre su propio guion escrito con Graciela Maglie con colaboración de Gabriela Massuh sobre una idea original de Lita Stantic que se estrenó el 10 de junio de 1993 y que tuvo como actores principales a Vanessa Redgrave, Ofelia Medina, Lautaro Murúa, Julio Chávez, Lorenzo Quinteros y Soledad Villamil.

## Sinopsis
Una directora de cine británica llega a Buenos Aires para filmar la historia de la mujer de un desaparecido durante la última dictadura cívico-militar argentina (1976—1983), y el rodaje reaviva dudas y miedos de todos los involucrados.

## Reparto
Intervinieron en el filme los siguientes intérpretes:
- Vanessa Redgrave	...	Kate Benson
- Ofelia Medina	...	Silvia
- Lautaro Murúa	...	Bruno
- Julio Chávez	...	Julio - Patricio
- Lorenzo Quinteros
- Soledad Villamil	...	Ana - Laura
- André Mélançon
- Alberto Segado
- Niní Gambier
- Marina Fondeville
- Ximena Rodríguez
- Rita Cortese
- Vita Escardó
- Graciela Araujo
- Aldo Barbero
- Héctor Malamud
- Daniel Freire
- Martín Pavlovsky
- Paulino Andrada
- Luis Longhi

## Premios
Asociación de Cronistas Cinematográficos de la Argentina 1994
- Ganadoras del Premio Cóndor de Plata al Mejor Guion Original

Graciela Maglie, Gabriela Massuh y Lita Stantic 
- Seleccionada como candidata al Premio a la Mejor Actriz: Vanessa Redgrave
- Seleccionada como candidata al Premio a la Mejor Opera Prima: Lita Stantic

## Comentarios
Alejandro Ricagno en El Amante del Cine de junio de 1993 escribió:

«… hay una fuerte confianza en las imágenes. Y una formulación de las mismas en un estado de tensión permanente. Una tensión que también se muestra cuando éstas se enfrentan al discurso, a la palabra. De la imposible conciliación de estas dos tensiones (que son también las de los personajes: hablar-callar, recordar-olvidar) nace la fuerza emotiva que todo el tiempo subyace tanto en el film dentro del film …Se cuentan las historias y a su vez se le plantea al espectador un espacio que sin quitarle dramaticidad no lo haga perderse irremediablemente en la emoción, ni quedarse sólo en el discurso político...el film… evita los estereotipos de víctimas buenas y víctimas malas.»

Quintín en El Amante del Cine escribió:

«Una pequeña pieza de ficción privada, alimentada por el suspenso, narrada en voz baja, caragda de ambigüedad, exenta de concesiones. Esta sí es una película necesaria.»

Marcelo Figueras en Clarín dijo:

«Habla de un tema irritante al que mucha gente desearía clausurado para siempre, y una vez instalada en él no recurre a ninguno de los golpes bajos que podrían tornarla más comercial.»

Daniel López en La Razón opinó:

«Sorprende por su rigor narrativo. No es un film atractivo ni entretenido en términos convencionales. Por momentos de una lentitud exasperante, se toma sus tiempos, que pueden ser asumidos como espacios intermedios de reflexión .»

Manrupe y Portela escriben:

«Rigurosa visión del tema de los desaparecidos expuesta desde el tono interrogativo de una protagonista extranjera, y con la distancia de los años. Si no la mejor película sobre el tema, al menos la más ajustada y mejor narrada.»